# New Madrid
New Madrid ist eine Kleinstadt im Südosten des US-amerikanischen Bundesstaates Missouri. Sie ist Verwaltungssitz des gleichnamigen County. Bei der Volkszählung im Jahr 2020 lebten dort 2.787 Menschen.

## Geografie
New Madrid liegt am Mississippi River, etwa 120 Flusskilometer unterhalb der Mündung des Ohio.

## Geschichte
Der Name der Stadt geht auf die Gründung im Jahre 1788 durch Spanien zurück. Im Gegensatz zur spanischen Hauptstadt Madrid wird der Name aber mit Betonung auf der ersten Silbe ausgesprochen.
Spanien siedelte hier bewusst Siedler aus den noch jungen Vereinigten Staaten an und verlieh ihnen die spanische Staatsbürgerschaft, da man sich so Schutz vor einer US-amerikanischen militärischen Invasionen erhoffte. Die ursprüngliche Siedlung wurde jedoch durch Hochwasser des Mississippi zerstört; erst die Neugründung ein Stück weiter nordöstlich erwies sich als langlebiger.
1800 erlangte Frankreich mit dem Dritten Vertrag von San Ildefonso seine vormalige Kolonie Louisiana von Spanien zurück, sodass New Madrid kurzzeitig den Namen Nouvelle Madrid trug. 1803 kam dieses Gebiet durch den Louisiana Purchase von Frankreich an die USA, die den nördlichen Teil 1805 als Louisiana-Territorium neu organisierten; 1812 erfolgte die Umbenennung in Missouri-Territorium. Seit dessen Gründung im Jahr 1821 ist New Madrid Teil des Bundesstaates Missouri.
Zur Jahreswende 1811/12 lag die Stadt im Epizentrum mehrerer Erdbeben, deren Stärke jeweils bei über 7 lag (New-Madrid-Erdbeben von 1811). Dies waren die höchsten Werte, die jemals in einem Gebiet der USA abseits einer Subduktionszone gemessen wurden.
Zu Beginn des Amerikanischen Bürgerkrieges war New Madrid durch seine Lage am Mississippi von strategischer Bedeutung. Die Stadt wurde zunächst von konföderierten Truppen besetzt, am 12. März 1862 jedoch von Truppen der Unionsarmee unter John Pope erobert.
2011 wurden weite Teile der Stadt infolge der Mississippiflut überschwemmt.

## Demografie
Die bei der Volkszählung im Jahr 2000 ermittelten 3334 Einwohner von New Madrid lebten in 1275 Haushalten; darunter waren 882 Familien. Die Bevölkerungsdichte betrug 285 pro km². Im Ort wurden 1414 Wohneinheiten erfasst. Unter der Bevölkerung waren 72,6 % Weiße, 26,5 % Afroamerikaner, 0,2 % amerikanische Indianer, 0,3 % Asiaten und 0,1 % von anderen Ethnien; 0,4 % gaben die Zugehörigkeit zu mehreren Ethnien an.
Unter den 1275 Haushalten hatten 35,5 % Kinder unter 18 Jahren; 28,4 % waren Single-Haushalte. Die durchschnittliche Haushaltsgröße war 2,47, die durchschnittliche Familiengröße 3,02 Personen.
Die Bevölkerung verteilte sich auf 28,2 % unter 18 Jahren, 8,7 % von 18 bis 24 Jahren, 26,0 % von 25 bis 44 Jahren, 21,8 % von 45 bis 64 Jahren und 15,4 % von 65 Jahren oder älter. Der Median des Alters betrug 36 Jahre.
Der Median des Haushaltseinkommens betrug 27.422 $, der Median des Familieneinkommens 34.464 $. Das Prokopfeinkommen in New Madrid betrug 14.639 $. Unter der Armutsgrenze lebten 22,6 % der Familien und 25,0 % der Bevölkerung.